# Commissariato dell'Acchelè Guzai
Il commissariato dell'Acchelè Guzai era uno dei commissariati dell'Africa Orientale Italiana. Istituito nel 1904, faceva parte governatorato dell'Eritrea. 

## Geografia
Il territorio era bagnato dal golfo di Zula e confinava a nord con il commissariato del Bassopiano Orientale, il commissariato dell'Hamasien, a sud con l'Etiopia, a ovest con il commissariato del Seraè e a est con il commissariato della Dancalia. Il territorio era montuoso e raggiungeva il suo culmine nel Soira (3.013 metri). 

## Residenze
Il commissariato comprendeva le seguenti residenze:
- residenza di Addì Caieh
  - vice residenza di Senafè
  - vice residenza di Arafali
- residenza di Decamerè